# Caenocrypticus penrithae
Caenocrypticus penrithae là một loài bọ cánh cứng trong họ Tenebrionidae. Loài này được Doyen miêu tả khoa học năm 1996.